# Глубина в небе
«Глубина в небе» (англ. A Deepness in the Sky) — научно-фантастический роман американского писателя Вернора Винджа, изданный в 1999 году и удостоенный нескольких премий, в том числе и премии «Хьюго» (2000 год).

## Сюжет
В романе «Глубина в небе» описывается столкновение двух разных культур, флоты которых встречаются около отдалённой планеты.
В начале романа представители Кенг Хо, известной в Галактике торговой сети, отправляют большой разведывательный флот к Мигающей звезде, от которой они приняли модулированные радиосигналы. Люди удивлены: Мигающая известна своим пульсирующим режимом, в результате которого ее планеты периодически замерзают, и там не может быть разумной жизни. Однако, достигнув цели, торговцы узнают, что имеющаяся там планета населена десятиногими пауками, впадающими в спячку каждый период Тьмы. Укрытиями им служит так называемая "глубина" - подземные ямы, наполненные холодной грязью, в которой пауки могут пережить двести лет холода. Флот Кенг Хо выходит на орбиту вокруг Мигающей, но сразу же выясняется, что вскоре прибудут гости: жители ближайшей звездной системы, называющие себя "эмергентами", уже на подходе. Флот эмергентов по численности и вооружению серьезно превосходит торговцев.
Лидер эмергентов Томас Нау устраивает на флагмане торжественный обед, где в своей речи призывает торговцев к сотрудничеству. Бывшая на обеде лингвистка Триксия подозревает недоброе: нюансы языка эмергентов говорят о том, что они - тоталитарная цивилизация, не ставящая ни в грош жизнь отдельного человека. Эзр Винж, возлюбленный Триксии, а заодно и представитель влиятельной семьи Кенг Хо, не до конца ей верит, и поэтому выступает на совете против нападения на эмергентов.
Одновременно читателю показаны события двухвековой давности. На планете пауков Арахне идет тотальная война. Молодой ученый Шерканер Андерхилл приезжает в ставку верховного командования своей страны, предлагая военным небывалый план: группа пауков, одетых в скафандры, выйдет на поверхность в самый пик Тьмы и совершит диверсию, принудив противника к миру. Андерхилла едва не выбрасывают вон, однако положение спасает юная девушка-лейтенант Виктория Смит, активно поддержавшая Шерканера. Проспав в глубине почти двести лет, Андерхилл во главе группы пауков выходит наружу и полностью выполняет свой план. Война закончена. Проснувшись во второй раз, Шерканер становится признанным героем планеты.
Тем временем эмергенты, усыпив бдительность Кенг Хо, наносят по флоту последних прицельный ядерный удар. Тайно находящийся среди торговцев Фам Нювен, легендарный создатель сети Кенг Хо, активизирует систему атаки, и корабли агрессоров тоже гибнут один за другим. По окончании битвы ни Кенг Хо, ни эмергенты, потерявшие почти все звездолеты, уже не могут вернуться домой. Томас Нау, победивший с минимальным отрывом, опять призывает торговцев сотрудничать с ним. Будучи аморальным и беспринципным человеком, он изображает из себя гуманного правителя. Человеческой колонией, основанной на астероидах, начинают править Томас Нау и его ближайший помощник Ритцер Брюгель. Все люди волей-неволей работают с ними: их единственной надеждой на возвращение домой становится теперь планета пауков, которая рано или поздно разовьет необходимые технологии.
Однако в процессе сотрудничества с Нау Эзр Винж, назначенный новым главой Кенг Хо, узнает, что Триксия была права: вся цивилизация эмергентов основана на рабском труде. Их специалисты, воздействуя на человеческий мозг с помощью модифицированного вируса, превращают людей в биологические компьютеры, зацикленные на профессии и работе. Таких людей называют "фокусированными". Одновременно Фам Нювен, мечтавший когда-то создать галактическую империю, понимает, что он может использовать для этого эмергентский "фокус". Однако возмущенный Винж убеждает его отказаться от данного плана. Претерпев большую внутреннюю борьбу, Фам соглашается с Эзром и обещает вместе бороться с тиранией захватчиков.
Тем временем Шерканер Андерхилл процветает. Основав свой собственный университет, он раз за разом озвучивает гениальные идеи и с огромной быстротой двигает вперед науку пауков. Вместе с Викторией, ставшей его женой, Андерхилл в короткое время вводит в обиход пауков радио, телевидение, сверхзвуковые самолеты и ядерную энергетику. Более того, он утверждает, что Мигающая звезда несовершенна, и настоящая безопасная "глубина" для пауков может быть только у других, нормальных звезд, то есть в небе. Часть пауков, именующих себя "Братством", не согласна с ним и готовится к новой войне.
Мигающая опять гаснет. Шерканер Андерхилл, уже глубокий старик, полностью погрузился в какую-то научную проблему, и до него невозможно достучаться. В его государстве, ставшем крупнейшей ядерной державой, повсюду стоят крытые города, обогреваемые атомным теплом. Пауки победили Тьму. Однако Братство, тоже имеющее солидный запас ядерных боеголовок, уже готово к выступлению. Виктория Смит, ставшая главой внешней разведки, летит с дипломатической миссией в соседнюю страну, чтобы избежать очередной войны.
Томас Нау, дождавшись своего часа, выводит на новую орбиту последний оставшийся у него исправный корабль, которым командует Ритцер Брюгель. Ритцер приказывает нанести по Арахне ядерный удар. Этот удар спровоцирует войну, и после гибели большинства пауков Томас с Брюгелем легко возьмут всех выживших под свой контроль. Однако эмергенты не учли настроения своих подчиненных, которые в течение многих лет слушали радиопередачи с планеты, и теперь думают о пауках как о людях. Пилот корабля-бомбардировщика саботирует преступный приказ, разбрасывая бомбы по безлюдным равнинам. Одновременно начинают действовать "фокусированные" переводчики-лингвисты, давно уже связавшиеся с Шерканером Андерхиллом. Именно этой проблемой он и был занят последние годы. Подключив к системе пауков свои компьютеры, люди сбивают все запущенные Братством ракеты. Эзр и Фам поднимают восстание, и Томас Нау гибнет от рук заговорщиков. Пауки захватывают приземлившийся корабль, однако, переговорив с людскими послами, отпускают всех, кроме Брюгеля. Послы не слишком настаивают на его освобождении: убийца и садист Брюгель, действуя с согласия Нау, годами терроризировал человеческую колонию.
И в людской колонии, и на Арахне настает мир. Все "фокусированные" освобождены. Пауки при поддержке людей выходят в космос, создавая орбитальные базы. Люди при поддержке пауков успешно чинят свои поврежденные корабли. Мир омрачен только одним: Виктория Смит и Шерканер Андерхилл попали под шальные бомбы, и почти наверняка погибли. Но есть надежда, что Виктория успела перед взрывом уйти в глубокие подвалы, оказавшись в своеобразной глубине, а Шерканер, осознав это, тоже заблаговременно ушел в глубину, чтобы подождать свою возлюбленную.
И люди, глядя через иллюминатор на Арахну, верят, что где-то там, на замерзшей планете, спит старый паук, подаривший своему народу глубину в небе.

## Связанные произведения
Роман «Глубина в небе» является своеобразным приквелом романа «Пламя над бездной» (англ. A Fire upon the Deep), вышедшего в 1992 году и также получившего премию «Хьюго». Действие «Глубины в небе» происходит за 30 тысяч лет до событий, описанных в романе «Пламя над бездной». Оба романа условно включают в цикл «Фам Ньювен», однако они сюжетно независимы, их объединяет только один из главных героев — Фам Ньювен, а также «Вселенная», где происходит действие. К этому циклу примыкает также небольшая повесть «Болтунья» (англ. The Blabber), вышедшая в 1988 году, и роман «Дети неба» (The Children of the Sky) 2011 года.

## Издания и переводы
Впервые роман был опубликован в марте 1999 года в издательстве Tor Books, в обложке для этого издания использована работа Боба Эгглтона. С тех пор роман неоднократно переиздавался в США (последний раз — в 2010 году). Кроме того, роман переведён на многие языки.
- На испанском: «Un abismo en el cielo»
  - Ediciones B, 2002: ISBN 978-84-666-0862-6
- На итальянском: «Quando la luce tornerà»
  - Editrice Nord, 1999: ISBN 88-429-1107-0
- На китайском: «天渊»
  - 四川科学技术出版社(Sichuan Science and Technology Press), 2005: ISBN 978-7-5364-5735-5
- На немецком: «Eine Tiefe am Himmel»
  - ISBN 3-453-87063-8 / ISBN 978-3453870635
- На нидерландском: «De Krochten van het Heelal»
  - Meulenhoff, 2001: ISBN 90-290-6594-X
- На румынском: «Adâncurile cerului»
  - Editura Nemira, 2010: ISBN 978-606-8134-31-4
- На русском: «Глубина в небе»
  - АСТ, 2000: ISBN 5-17-002532-7
  - АСТ, Ермак, 2003 (второе издание): ISBN 5-17-020474-4/ISBN 5-9577-0665-5, ISBN 5-17-019900-7/ISBN 5-9577-0663-9.
- На финском: «Taivaan syvyydet»
  - Like, 2002: ISBN 951-578-929-X
- На французском: «Au Tréfonds du Ciel»
  - Livre de Poche, (20 octobre 2004): ISBN 2-253-10869-3 / ISBN 978-2253108696
  - Robert Laffont, (26 avril 2001): ISBN 2-221-09029-2 / ISBN 978-2221090299
- На хорватском: «Jazbina na nebu»
  - Algoritam, 2006: ISBN 953-220-424-5
- На японском: «最果ての銀河船団»
  - 東京創元社 (Sogensha Publishing), 2002: ISBN 978-4-488-70503-9 (part 1/2)
  - 東京創元社 (Sogensha Publishing), 2002: ISBN 978-4-488-70504-6 (part 2/2)

## Награды и номинации
- Премия «Небьюла» за лучший роман: 1999 год (номинация)
- Премия «Хьюго» за лучший роман: 2000 год (победитель)
- Премия Артура Кларка: 2000 год (номинация)
- Премия «Прометей» за лучший роман: 2000 год (победитель)
- Мемориальная Премия Джона Кэмпбелла за лучший научно-фантастический роман: 2000 (победитель)
- Премия «Локус» за лучший научно-фантастический роман: 2000 год (3 место)
- Сигма-Ф за Лучшее зарубежное произведение: 2001 год (победитель)